# 松平家忠 (東条松平家)
松平 家忠（まつだいら いえただ）は、戦国時代から安土桃山時代にかけての武将。通称は甚太郎。別名に家次。東条松平家3代当主。三河国東条城主。

## 略歴
松平忠茂の子として誕生した。母は松井忠直の娘（松平康親の妹）。幼名は亀千代。
父・忠茂の戦死に伴い、松平家康に家督相続・所領安堵を受けて仕えたが、生まれたばかりだったため、伯父である家臣の松井忠次（松平康親）が後見となり、元服後もその補佐を受けて活動した。東条吉良氏との戦いでは忠次と共に功績をあげ、東条城を領した。親戚である深溝松平家の松平家忠（主殿助）とは年齢も居城も近く、甚太郎家忠は主殿助家忠の妹を嫁に迎えて親交が深かった。その後も姉川の戦いや長篠の戦いなど、各地の戦いに参加したが病弱であり、天正9年（1581年）に病のため東条城で没した。
後に家康は四男の忠吉に名跡を継がせている。残された妻は兄・主殿助家忠の元へ帰った。